# Bovicornua
Bovicornua — рід грибів родини Halosphaeriaceae. Назва вперше опублікована 1993 року.

## Класифікація
До роду Bovicornua відносять 1 вид:
- Bovicornua intricata